# Hoya lanceolata
Hoya lanceolata ist eine Pflanzenart der Gattung der Wachsblumen (Hoya) aus der Unterfamilie der Seidenpflanzengewächse (Asclepiadoideae).

## Merkmale
Hoya lanceolata besitzt hängende Triebe, die stark beblättert und mit kurzen Flaumhaaren besetzt sind. Die fleischigen, kahlen Blätter sitzen auf 2,5 mm langen Stielen. Die Blattspreiten sind lanzettförmig bis länglich-trapezförmig und 2 bis 5 cm lang und 1 bis 2,5 cm breit. Die Blattnervatur ist bis auf die Mittelrippe schwach entwickelt.
Der Blütenstand ist drei bis zehnblütig, die gestielte Scheindolde flach, hängend und häufig am Ende eines Triebs. Der Stiel des Blütenstands ist 0,5 bis 2 cm und mit wenigen Flaumhaaren besetzt. Der Blütenstiel ist 1,5 cm lang. Die Blütenkrone hat einen Durchmesser von 1,3 cm und ist rein weiß. Die Kronblattzipfel sind sternförmig gespreizt, stumpf auslaufend und innen mit Flaumhaaren besetzt. Sie messen 6 × 4 mm. Die Nebenkrone ist rosa bis purpur gefärbt. Die staminalen Nebenkronenzipfel sind zylindrisch mit einem zugespitzten äußeren Fortsatz und einem stumpfen, leicht nach oben gerichteten, oben konvex gewölbten, inneren Fortsatz. Die Blüte duftet stark und riecht frisch.
Die sehr dünnen, spindeligen Früchte sind 12 bis 15 cm lang. Der Same misst 2 mm im Durchmesser und ist mit einem 2,5 cm langen Haarschopf ausgestattet.

## Geographisches Vorkommen
Die Art kommt in Nepal, Bhutan, Nordindien und im westlichen Himalaya vor.

## Systematik
Das Taxon wurde 1825 von David Don beschrieben. Die Art wird noch 2002 von Christiane Hoffmann, Ruurd van Donkelaar und Focke Albers im Sukkulentenlexikon in zwei Unterarten unterteilt: Hoya lanceolata subsp. lanceolata und Hoya lanceolata subsp. bella. Letztere wird nun aber wieder von der Datenbank Plants of the World online als eigenständige Art akzeptiert.